# Преступность в Бельгии
Правоохранительные органы Бельгии (англ. Crime in Belgium) состоят из Бельгийской полиции и других ведомств.

## Преступления по видам

### Убийства
В 2012 году уровень убийств в Бельгии составлял 1,8 на 100 000 человек. В 2012 году в Бельгии было совершено 182 убийства.

### Кражи
Грабежи, похищения сумок и карманные кражи происходят часто, особенно в крупных городах. Воры часто задерживаются в транспортных узлах, таких как метро и железнодорожные станции, чтобы воспользоваться дезориентированными или отвлеченными путешественниками.

### Коррупции
Доверие населения к государственной службе и судебной системе находится на низком уровне, а уровень коррупции в Бельгии превышает уровень показатель правительственной доверенности.

## Динамика преступности
Исследование, основанное на данных 1999 года, показало, что несовершеннолетние неевропейской национальности чрезмерно представлены в статистике преступлений. В то время как 4,4% населения Бельгии имеют неевропейское гражданство, 19% — всех возбуждённых дел и 24% дел, представленных в молодежном суде, касались неевропейских граждан.

### Терроризм и преступность
Помимо общих проблем с безопасностью в некоторых районах, Брюссель, по сообщениям различных источников, таких как Интерпол, и местных газет, таких как «Het Nieuwsblad», служит центром для террористов. В тех же районах, где существуют проблемы с безопасностью (например, Моленбек-Сен-Жан, Шаербик), наблюдается радикализация. Однако, масштабы этого явления остаются весьма ограниченными: за последнее десятилетие число бельгийских граждан, непосредственно связанных с международным терроризмом, составляло 0,1-1 на миллион жителей.
У двух граждан Туниса, убивших командира Масуда в Афганистане, были поддельные бельгийские паспорта, а у Марокканской исламской боевой группы (GICM) есть связи и в Бельгии — в Брюсселе и Антверпене были арестованы лица, причастные к взрывам в Мадриде. В результате были приняты жесткие меры по борьбе с подделкой паспортов и других официальных документов.